# In the Woods
In the Woods... är en norsk progressiv metalinspirerad musikgrupp från Kristiansand som i början spelade black metal. Bandet bildades 1992 och splittrades år 2000. Bandet återförenades 2014.
Bandnamnet är taget efter engelskans uttryck "in the woods" vilket betyder ungefär "ute och cyklar". Den progressiva musik som bandet spelade gick tidigare ofta hem hos många musiker. Texterna till musiken handlar ofta om hedendom och skogsromantik. Flera av bandets medlemmar spelade både före och efter sitt engagemang i Green Carnation som gjordt ett uppehåll under tiden som In the Woods... existerar. Några av bandmedlemmarna driver idag skivbolaget Karmakosmetix.

## Medlemmar
Nuvarande medlemmar
- Anders Kobro – trummor (1991–2000, 2014– ) (ex-Green Carnation, Carpathian Forest, Chain Collector)
- Mr. Fog (James Fogarty) – keyboard, bakgrundssång (2015– )
- Bernt Sørensen – gitarr (2018– )
- Kåre André Sletteberg – gitarr (2018– )

Tidigare medlemmar
- Oddvar "A:M" Moi – gitarr (1991–2000; död 2013)
- Jan Transit (Jan Kenneth Transeth) – sång (1991–2000)
- Christopher "C:M." Botteri – basgitarr (1991–2000, 2014–2016) (ex-Green Carnation)
- Christian "X" Botteri – gitarr (1991–2000, 2014–2016) (ex-Green Carnation)
- Berserk (Bjørn Hårstad) – gitarr (1996–2000) (ex-Green Carnation)
- Synne Diana "Soprana" Larsen – kvinnosång (1996–2000) (ex-Green Carnation)
- Christer-André Cederberg – gitarr (1998–2000) (Drawn, Animal Alpha)
- Stein Roger Sordal – gitarr (2014–2015)
- Tommy Sebastian Halseth – sång (2014–2015)

Turnerande medlemmar
- Kåre André Sletteberg – rytmgitarr (2015–2018)
- Job Bos – keyboard (2015–2017)
- Alex Weisbeek – basgitarr (2016– )
- Bernt Sørensen – gitarr (2017–2018)

## Diskografi
Demos
- 1993 – Isle of Men
- 1993 – Rehearsal / Demo 02.93

Studioalbum
- 1995 – Heart of the Ages
- 1997 – Omnio
- 1999 – Strange in Stereo
- 2016 – Pure
- 2018 – Cease the Day

Livealbum
- 2003 – Live at the Caledonian Hall

Singlar
- 1996 – "White Rabbit"
- 1998 – "Let There Be More Light"
- 2000 – "Epitaph"

Samlingsalbum
- 1996 – A Return to the Isle of Men
- 2000 – Three Times Seven of a Pilgrimage
- 2016 – Heart of the Woods